# Inari (lago)
Il lago Inari (finlandese Inarijärvi o Inarinjärvi, in sami settentrionale Anárjávri, in sami inari Aanaarjävri, in sami skolt Aanarjäurr) è il terzo lago più grande della Finlandia.

## Geografia
Si trova nella parte nord della Lapponia nella regione omonima, nella municipalità di Inari a nord del circolo polare artico. Il lago è 117-119 metri sul livello del mare ed è regolato alla centrale elettrica di Kaitakoskii in Russia. Il periodo di congelamento normalmente si estende da novembre ai primi di giugno.
Le isole più conosciute del lago sono le Hautuumaasaari ("isola del cimitero"), che servivano come luogo di sepoltura degli antichi Sami e Ukonkivi ("pietra di Ukko"), uno storico luogo di sacrificio degli antichi abitanti della zona.
Il lago copre una superficie di 1.040 km². Il suo emissario è il fiume Paatsjoki che sfocia nel Varangerfjord, una baia del mare di Barents. Ci sono oltre 3000 isole in totale, mentre trote, salmoni di lago, coregoni, lucci e pesci persici si trovano abbondanti nelle acque del lago.
Gli è stato dedicato un asteroide, 1532 Inari.